# 土耳其獨立戰爭
土耳其獨立戰爭（土耳其語：Kurtuluş Savaşı；1919年5月19日－1923年10月29日）是由土耳其革命開展抵抗瓜分鄂圖曼帝國的一場政治及軍事對抗，緊接著鄂圖曼帝國在第一次世界大戰戰敗之後。土耳其大國民議會的成立讓凱末爾能成功動用議會，土耳其國民運動至此達致頂峰。對希臘的軍事行動、以及土亞戰爭及法土戰爭結束後，土耳其革命者迫使協約國放棄《色佛爾條約》，於1923年7月訂立《洛桑條約》，土耳其共和國正式在1923年10月於安那托利亞及色雷斯東部成立。土耳其的獨立運動最終導致鄂圖曼米利特制度的終結，讓凱末爾改革創造了現代、世俗的國度。

## 背景 （1918年10月-1919年5月）
1918年10月14日，鄂圖曼帝國的大維齐爾艾錫代表鄂圖曼處理有關停火談判的磋商。10月30日，《穆德洛斯停戰協定》被簽訂，協約國開始實施之前已經秘密協議的瓜分鄂圖曼帝國。
1918年10月13日，在鄂圖曼的軍官領導人，如凱末爾、恰克馬克等人返回伊斯坦堡之前，協約軍已開始佔領伊斯坦堡。高級長官司令卡索普被委派為協約國在伊斯坦堡的軍事顧問。11月18日，在卡索普上任後不久，鐵菲克取代了艾錫成為大維奇爾。卡索普的首項工作是在1919年1月29-30日逮捕了聯合進步委員會約三十位前成員。他們被帶到比卻拉加保路古的軍事拘留所裡，凱末爾並不在其中。雖然凱末爾曾經因批評聯合進步委員會而聞名，但那些被關押的人當中也有凱末爾的朋友。由於鄂圖曼的首都已被英軍控制，蘇丹政府無力拒絕協約國的要求。鄂圖曼政府需要一些受尊敬的軍官統領其軍隊。凱末爾的武裝部隊聲稱是政治中立，不被視為威脅。
1919年1月18日，巴黎和會召開。「協約國聯合託管土耳其指令」在會議中被確認，使協約國在1915至1917年間訂立的秘密協議得以進行。那些協議包括希臘要實現偉大理想而要建立一個新的希臘王國，這得到了英國首相喬治的肯定。意大利欲就《聖尚-德莫列訥協定》而控制安那托利亞南部。法國期待掌管哈塔伊、黎巴嫩及敍利亞，並希望行使《賽克斯-皮科協定》，接管安那托利亞東南部分地區。法國簽訂的《法國-亞美尼亞協定》承認亞美尼亞在地中海區域的主權，以換取亞美尼亞籍法國軍團的創立。

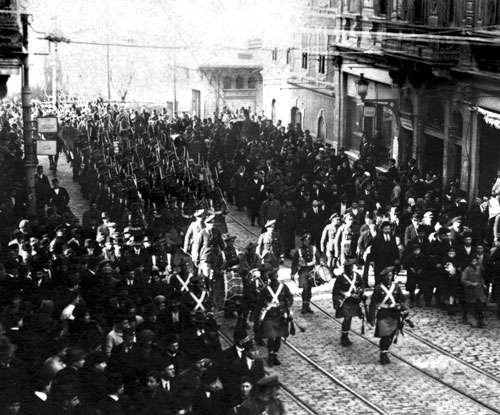
協約軍佔領伊斯坦堡。

1918年12月21日，亞美尼亞籍法國軍團援護法國官員在阿達納登陸。此時，英國已經取得對阿拉伯、巴勒斯坦、約旦及伊拉克的控制。英軍開始向黑海地區進發，計劃奪取海峽的控制權，希望將勢力從黑海連結到地中海，以進一步向高加索地區擴張，目標當中包括亞美尼亞民主共和國。英國政府接著廢除了西南高加索共和國。1919年4月12日，英國軍方逮捕了30名卡爾斯議會的議員及政府官員，當中的十一人成為著名的馬爾他流亡者。1919年5月，亞美尼亞民主共和國入侵卡爾斯。1919年5月15日，希臘軍隊佔領伊茲密爾。數日後，意大利軍隊在安塔利亞登陸。
鄂圖曼政府被協約國控制以後，反抗亦隨之而起。許多鄂圖曼官員秘密組織了前哨社（土耳其語：Karakol Cemiyeti），以應對協約國對鄂圖曼的野心。這些前哨社的目的是透過直接和間接的形式挫敗協助國的領土要求。許多鄂圖曼官員秘密行事，促使剛萌芽的獨立運動傳遍整個安那托利亞。一些協約國獲得的軍需品被秘密從伊斯坦堡轉移到安那托利亞中部，鄂圖曼官員熱切希望抵抗對鄂圖曼領土的瓜分。阿里·福阿德·哲別索伊將軍將他的部隊由敍利亞轉移到安卡拉，並開始組織動員反抗勢力，包括以澤克茲·伊澤姆為首的高加索移民。

## 初始組織 （1919年5月-1920月3月）
安那托利亞的南部邊綠地區實際上已被英國的戰艦及希臘、意大利的軍隊控制，土耳其國民運動的本部遂移到地勢崎嶇的安那托利亞中部。
面對民族主義者的反對，蘇丹政府讓一些鄂圖曼的主要官員，如凱末爾，出任色佛爾條約介定「鄂圖曼擁有絕對主權」地區的重要職位，那些地區不受協約國管制。鄂圖曼政府做出這個決定的原因仍存有爭論。有一個觀點認為，這是鄂圖曼政府傾向支持國民運動的行為，另一觀點認為蘇丹政府仍想控制伊斯坦堡。另一個較為顯著的觀點認為，蘇丹政府把這些官員趕出伊斯坦堡，讓那些部隊在首都的影響力降到最低。蘇丹被引述指，在沒有有系統的軍隊之下，協約國軍隊是不可能被打敗的。當時的國民運動有兩支軍隊，一支是在安卡拉受阿里·福阿德·哲別索伊統領，另一支駐紮在埃爾祖魯姆，由卡茲姆·卡拉貝克爾統領。
通過暗中操縱及朋友和支持者的協肋，凱末爾成為安那托利亞所有軍隊的監察長，他的工作是要監督鄂圖曼武裝部隊的解散程序。凱末爾及他的職員在1919年5月16日晚上乘坐一艘汽船SS班德爾馬離開伊斯坦堡，前往薩姆松。5月19日，凱末爾抵達薩姆松，在明蒂卡皇宮酒店住宿。凱末爾讓薩姆松的民眾意識到希臘及意大利軍隊的登陸，他舉行佷多的會議，而電報系統亦讓凱末爾很快與安那托利亞的各個部隊取得聯繫，並連絡多個民族主義團體，他利用電報就英軍援助希臘盜匪及英軍的領土干預向外國大使及軍事部門提出抗議。在薩姆松逗留了一周後，凱末爾前往85公里外的哈夫札。
凱末爾在他的自傳裡寫到，他需要全國的支持。他在加里波利之戰後的英雄身分給予他一些優勢。然而，這仍未足夠鼓動每一個人。1919年6月21日，他與勞夫·奧爾貝、阿里·福阿德·哲別索伊及瑞菲特·貝爾會晤，發表阿馬西亞公告。

### 解構國民運動 （1919年6月）
6月23日，卡索普得悉凱末爾在安那托利亞那些低調行動的意味，於是向外交部報告。他的報告卻不被外交部負責東方事務的佐治·傑臣所重視。薩姆松的英軍首領靴斯亦曾多次向卡索普警示，但靴斯的軍隊卻被一個啹喀軍旅接替。英軍的調動使當地的人民相信凱末爾的主張是正確的。國防協會在特拉布松建立後，一個相對平行的組織亦在薩姆松建立，這些組織宣稱黑海地區並不安全。佔領伊茲密爾所發生的事情再次重演。英軍在亞歷山大勒塔登陸，卡索普因違反他所簽署的停火協議而引退，於1919年8月5日調任其他職位。
鄂圖曼軍事大臣菲利特命令瑞菲特·貝爾及凱末爾紓緩黑海地區穆斯林之間的緊張局勢。菲利帕夏向他們保證，英軍不會對他們採取軍事行動。凱末爾向密友說道：「菲利帕夏不了解這裡的實際情況，為了帝國的利益，他應當辭職。」
7月2日，凱末爾收到蘇丹的電報，蘇丹要求他停止一切在安那托利亞的行動，返回首都。凱末爾當時在埃爾祖魯姆，他不想返回伊斯坦布爾，他擔心外國勢力會算計他，他覺得最好的辦法是請兩個月的假期。
代表大會在錫瓦斯會議被確立。

### 代表性問題 （1919年10月）
10月6日，阿里·黎渣帕夏派遣海軍大臣胡盧斯·薩利赫帕夏與國民運動商討。胡盧斯·薩利赫帕夏並沒有參與第一次世界大戰。胡盧斯·薩利赫帕夏與凱末爾在阿馬西亞會晤。凱末爾將鄂圖曼議會的代表性問題提上議程，他希望阿里·黎渣帕夏能夠與代表大會簽訂一份協議。阿里·黎渣帕夏在咨詢了英國的意見後拒絕作出任何形式的承諾。
1919年12月，鄂圖曼議會的選舉首次進行，這是建立代議政制的一次嘗試，主張中央政府的合理性，以回應安那托利亞的新興國民運動。同時，一些鄂圖曼帝國的希臘人在邊疆籌組希臘國民義勇軍，他們自行活動。鄂圖曼議會內的希臘議員多次阻撓會議進程，許多希臘人民也杯葛了該次的議會選舉。
新的選舉制度組成了新的鄂圖曼議會，但阿里·黎渣帕夏對於議會能為他帶來合法性的想法過於輕率。議會一直被伊斯坦布爾的英軍籠罩。任何議會的決定也要得到阿里·黎渣帕夏及英國官員簽署。新政府的權力受到限制。議員們不用多久也會知道在這種情況下，議會不會有任何的完整性。阿里·黎渣帕夏及他的政府變成了三國協約的發聲機器。被通過的法令都要得到英國的認同和特別指示。

### 鄂圖曼議會獨自行事 （1920年1月）
1920年1月12日，鄂圖曼眾議院最後一次會議在首都舉行，首先由蘇丹發表講話，接著凱末爾的一通電報表明合法的土耳其政府是位於安卡拉的代表大會。
在鄂圖曼會議內一股稱為費拉瓦坦的勢力承認埃爾祖魯姆會議及錫瓦斯會議所作出的決定。英國政府意識到一些他們不想看到的事開始活躍起來。鄂圖曼政府未能遏止民族主義。1月28日，一些代表秘密舉行會議，建議選舉凱末爾為大會主席，但他們知道在事情發生之前，英國政府可讓大會停止運作，因此推延有關的建議，會上還認同錫瓦斯會議的聲明。
1920年1月28日，鄂圖曼會議制訂全國契約，並於2月12日公開該契約。全國契約包含了六個原則，包括自決、保障君士坦丁堡的安全、開放海峽、廢止投降條約。在全國契約的影響下，各種民族主義被團結起來，這與協約國的意願構成抵觸。

### 英國外交部的行動 （1920年2月）
國民運動說服了鄂圖曼議會宣佈全國契約，激使英國政府要採取行動控制局面。英國政府決定要有組織地控制土耳其，英國政府計劃剷除由伊斯坦布爾以至整個安那托利亞的每一個組織，而凱末爾的國民運動更是英國政府的眼中釘。英國外交部被知會要著手解決，外交部計劃利用阿拉伯起義時所運用的手法，不過，這一次所動用的資源要轉送到一些軍閥，如阿默特·安札武爾的手中。這一決定可以在色佛爾條約上站穩陣腳。安那托利亞會被基督教政府西化，英國政府宣稱這是保護基督教徒的唯一辦法。色佛爾條約將安那托利亞大部分劃歸基督教政府控制，以分化蘇丹政府的權力，讓基督教徒（希臘、亞美尼亞民主共和國）制衡穆斯林。
凱末爾對此已早有準備，他提醒所有民族主義團體，首都可能會發佈一些誤導性的消息，他又說，只有組織抗議才能迫使英方停止行動。他說「如今，土耳其民族要為保衛國家地位而奮鬥，國家的存在及獨立就是國家的未來」。凱末爾對阿拉伯起義及當中英方的干涉有相當深入的認識，他處處比英國外交部棋先一著，使他在眾多革命者當中具有較高的地位和影響力。
3月18日，鄂圖曼議會向協約國提出抗議。在抗議文件裡提到，議會對有五位議員被拘捕表示不能接受，但英國已採取行動，鄂圖曼的政制被廢止，留下蘇丹作為帝國的統治者，而蘇丹也要倚賴協約國的力量維繫著鄂圖曼帝國，成為協約國的傀儡。

## 軍事衝突 （1920年3月-1922年3月）
新政府企圖摧毀國民運動，於是通過了一個伊斯蘭教長頒佈的教令。該教令提到，真正的教徒不應該參與民族主義活動。政府還私自判處凱末爾及一些顯著的民族主義者死刑。安卡拉一位叫里法特·伯雷克奇的回教法典權威為國民運辯護，發表一條抵消法令，宣稱首都已被協約國及菲利帕夏控制，而國民運動的目的是要從敵人手中解放蘇丹。

### 被控制的鄂圖曼議會 （1920年3月）
凱末爾預計，即使他返回首都，協約國也不會放過他，所以他留在安那托利亞。他將代表大會的總部由埃爾祖魯姆轉移到安卡拉，使他能夠儘量接觸到更多到伊斯坦布爾開會的議員。他又開辦名為《國家主權》的報章，講述土耳其及其他地區的民族運動。
凱末爾宣稱土耳其唯一的合法政府是位於安卡拉的代表大會，所有民事及軍事官員都效忠這個政府。這一說法獲得廣泛支持和認同。鄂圖曼大會在此時已完全由協約國掌控。

### 大國民議會的成立 （1920年4月）
凱末爾向政府官員及部隊司令傳遞信息，要求他們實行大國民議會的代議選舉，大國民議會的集會地點將會在安卡拉。凱末爾呼籲伊斯蘭世界協助，讓所有人都知道他在為蘇丹奮鬥。他又表明他想將哈里發從協約國的控制下解放出來。他計劃要在安卡拉籌組新的政府和議會，並請求蘇丹承認。
在協約國搜捕之前，大量凱末爾支持者湧往安卡拉，包括凱末爾在軍事部門的工作伙伴哈利德·埃迪普、阿德南·阿迪瓦爾、伊斯梅特·伊纳尼、還有議會主席賈拉爾德丁·阿里夫、報章《延京》的創辦人尤納斯·那迪·阿巴利奧古。3月31日，埃迪普及阿迪瓦爾在蓋韋會面。這兩名知識份子討論設立新聞機構的必要性，將之命名為阿安多盧。他們在安卡拉與凱末爾會晤，即時提議宣佈在安卡拉設立阿安多盧。凱末爾想向全世界傳達新聞故事，他強調將民族鬥爭傳遍國內外的重要性。賈拉爾德丁·阿里夫出逃首都帶來了很大的影響，他說鄂圖曼議會被非法解散，停戰協定並沒有賦予協約國解散鄂圖曼議會的權力，而1909年憲法亦將蘇丹解散議會的權力取消，以防止1879年阿卜杜勒·哈米德二世解散議會的事重演。
約有100名鄂圖曼議會議員成功逃離協約國的搜捕，參與民族抵抗團體舉行的全國選舉。伊斯梅特·伊纳尼成為代表埃迪爾內的議員。1920年3月，土耳其革命者宣佈，土耳其民族在安卡拉建立了他們的議會，名為大國民議會，擁有所有政府實權。1920年4月23日，大國民議會召開第一次會議，選舉凱末爾為首任總統、伊諾努為總理。這個新政權決意抵抗首都政府。

### 民族主義者遭受軍事打壓 （1920年4月-6月）
安那托利亞存在著多支軍事力量，包括英軍、阿默特·安札武爾（Ahmet Anzavur）以及蘇丹的軍隊。蘇丹從他的回教軍隊裡分出4000人，並運用協約國的資源另外建立一支最初部署在伊茲尼克、2000人的非穆斯林軍隊。蘇丹政府派遣軍隊開往革命者及反革命暴動的地點。
英國不認為那些革命者很難對付，英方於是僅運用非常規力量去對付起義。由於民族主義者遍佈整個土耳其，軍隊分成了許多小隊。在伊茲密爾，這裡有兩個營的英軍，軍官都住在鄂圖曼的戰船尤烏斯上，這支部隊被用作擊潰阿里·福阿德·哲別索伊及瑞菲特·貝爾旗下的支持者。
1920年4月13日，戰事在迪茲傑爆發。4月18日，戰火蔓延至博盧。4月20日，傑里德也爆發戰事。鄂圖曼議會給予回教軍隊半官方的權力，阿默特·安札武爾在起義裡扮演著重要的角色，他被授命前往討伐革命者。1920年6月14日，雙方在伊茲密爾附近交火。阿默特·安札武爾部及英軍的數量壓倒起義軍，但有一些回教軍隊在陣前叛投起義軍，這顯示蘇丹得不到部下堅實的支持，餘下的回教軍隊撤到英軍的後方穩住陣腳。
是次軍事衝突帶來了嚴重後果。英軍向起義軍開火，又從空中投下炸彈，迫使起義軍撤退，伊斯坦布爾城內一片恐慌。英軍司令佐治·米恩（George Milne）要求增援，使英方開始實施一系列的行動對付土耳其民族主義者。法國陸軍統帥費迪南·福煦就事件簽署一份調查報告。報告得出了結論，土耳其需要部署27個師的兵力。英軍並沒有27個師可以分配，如此大規模的部署可能會導致災難性的政治後果。第一次世界大戰剛剛結束，公眾不會支持另一場漫長且代價高昂的征戰。
英國政府認清了必須要有緊密的部署及受良好訓練的軍隊才能對付民族主義者這一事實。6月25日，在英方的監督下，從回教軍隊裡分拆出來的那支軍隊被解散，英國認為這支軍隊已毫無用處。英國政府知道，對付民族主義者的最佳辦法是利用一支久經戰陣、勇猛的軍隊對付土耳其人，於是將視線放在土耳其的鄰國希臘之上。

### 土耳其人建軍 （1920年7月）
在發表阿馬西亞公告之前，凱末爾與一位布爾什維克代表謝苗·布瓊尼上校會面。布爾什維克意圖吞併高加索部分地區，包括亞美尼亞民主共和國，亞美尼亞民主共和國曾經是沙俄的一部分。布爾什維克視土耳其為一個緩衝地區及共產主義盟友。凱末爾回覆說：「這問題要延後討論，直至土耳其獨立。」凱末爾以此來爭取俄國對國民運動的支持。
凱末爾首要的目的是要確保能夠得到武器，這些武器主要來自蘇聯、意大利及法國。這些武備，特別是蘇聯那些，使土耳其人能有效武裝軍隊。簽訂卡爾斯條約後，土耳其民族主義者允諾割讓納希切萬及巴統，以換取蘇維埃的支持及資金。1920年8月4日，莫斯科的土耳其代表裡札·奴爾（Riza Nur）發出一通電報，說60門克虜伯大炮、3萬發炮彈、70萬枚手榴彈、1萬個地雷、6萬支羅馬利亞刺刀、150萬支鄂圖曼步槍、100萬支俄國步槍、100萬支斯太尔-曼利夏步槍，甚至還有一些先進的馬蒂尼－亨利步槍以及25,000支刺刀很快就歸土耳其民族主義者所有
。

### 色佛爾條約 （1920年8月）
鄂圖曼政府簽署《色佛爾條約》，條約列明保留政教合一制度，伊斯坦布爾仍歸蘇丹管治。色佛爾條約不被民族主義者所認同，他們認為色佛爾條約並不是要確立邊界，也沒有為人民的利益設想，鄂圖曼政府只是為了短暫的外交利益而簽署。
此外，韋尼澤洛斯為希臘從中得益，其他國家要讓希臘佔領那些地區。三國協約原本不希望那些被希臘佔領的地區把保加利亞及安那托利亞分離，但他們並沒有足夠的實力獲取那些地區。

### 東部的戰爭 （1920年6月-11月）
《布列斯特-立陶夫斯克條約》及《巴統條約》（Treaty of Batum）界定了亞美尼亞民主共和國及鄂圖曼帝國之間的邊界。不過在《穆德洛斯停戰協定》簽訂後，土耳其東面的邊界已與條約訂立的有所不同。三國協約談論海外亞美尼亞人的訴求及重塑邊界的事情。十四點和平原則可作為亞美尼亞的動機，如果亞美尼亞人能夠證明他們在土耳其東部佔多數的人口，他們就能佔據這些地區。亞美尼亞人在邊界的活動經常被用作重塑邊界的論據。伍德羅·威爾遜同意將這些地區轉讓給亞美尼亞，因為這些地區主要由亞美尼亞人控制。這些討論的結果都寫在色佛爾條約上。有一股從東南面來的亞美尼亞人獲得法國的支持，法國-亞美尼亞協定承認亞美尼亞在西利西亞的主權，法國則可建立亞美尼亞籍法國軍團，以聯合亞美尼亞民主共和國及獲法國支持的那股亞美尼亞人。亞美尼亞可得到更多的資源，以抗衡布爾什維克的擴張。
獨立戰爭其中一場重大的戰役在亞美尼亞及土耳其的邊境上展開，雖然希臘在西面威脅著土耳其人，但土耳其人仍能在這裡發動攻勢。卡茲姆·卡拉貝克爾分別在兩份報告上論述土耳其東部的形勢，詳述亞美尼亞民主共和國的活動。俄國政府向土耳其人傳送一個訊息，俄國與亞美尼亞、俄國與伊朗的邊境已置於俄國的控制下。當時的土耳其較為落後，並沒有本土的軍事工業，俄國的協助至關重要。巴基爾·森米·貝伊被派往與俄國會談，俄方要求土耳其割讓凡城及比特利斯予亞美尼亞，這對土耳其民族主義者來說不可接受，他們還要面對另一些難題，包括對亞美尼亞人侵襲的遲緩反應引起土耳其人不滿、希臘的威脅以及外交聯繫需要協調。

#### 戰事
外交照會還沒有開始，亞美尼亞為了增加談判籌碼，驅軍到奧爾圖，引致奧爾圖之戰。奧爾圖之戰終止了土耳其人與俄國的會談，不久後鄂圖曼政府簽署色佛爾條約。7月25日，格魯吉亞佔領阿爾特溫。
卡茲姆·卡拉貝克爾率兵把亞美尼亞軍趕出奧爾圖，並且反攻亞美尼亞，迫使亞美尼亞簽署停火協議。

#### 決議
《亞歷山德羅波爾條約》是土耳其民族主義者簽訂的首條條約，該條約廢除了《色佛爾條約》裡有關阿美尼亞在土耳其東部邊境的活動。亞歷山德羅波爾條約內的十項說明亞美尼亞放棄行使色佛爾條約。
與土耳其民族主義者達成和平協議後，亞美尼亞在11月底爆發共產起義。1920年11月28日，艾納特里·海克率領第十一團紅軍越過阿塞拜疆蘇維埃社會主義共和國進入亞美尼亞，第二次蘇聯-亞美尼亞戰爭僅持續了一個星期，亞美尼亞被打敗以後不再對土耳其民族主義活動構成威脅。有說法指，如果亞美尼亞滿意1919年時的邊界，就可以對布爾什維克的征服作出有效的抵抗。
1921年3月16日，布爾什維克與土耳其民族主義者簽訂一份更詳盡的協議，稱為《卡爾斯條約》，亞美尼亞蘇維埃社會主義共和國、阿塞拜疆蘇維埃社會主義共和國及格魯吉亞蘇維埃社會主義共和國也參與簽署。
從亞美尼亞民主共和國擄獲的武備被運送到西面對抗希臘。

### 西部的戰爭
戰事起因是因為協約國，特別是英國首相大衛·勞合·喬治向希臘保證，只要希臘站在協約國一方，希臘就能得到鄂圖曼帝國的領土，包括色雷斯東部、伊姆羅茲島、特內多斯島以及安那托利亞西部伊茲密爾附近的地區。希臘還想佔據昔日拜占庭帝國的首都伊斯坦布爾，達成偉大理想，但協約國不允許。
三國協約決定讓希臘佔領伊茲默爾附近的地區及小亞細亞西部的艾瓦勒克，原因是想要搶先意大利染指土耳其的南海岸，當中包括安塔利亞，三國協約擔憂意大利的擴張，於是讓希臘佔領這些地區作為解決辦法。
5月28日，希臘人在艾瓦勒克登陸，艾瓦勒克在巴爾幹戰爭之前是一個通行希臘語的小鎮。主要來自克里特的希臘人進駐艾瓦勒克，趕走這裡的土耳其居民。曾經是鄂圖曼帝國的中將阿里·錫天卡耶組織土耳其群眾進行抵抗，還有一些土耳其人加入了雷希特、鐵菲克、澤克茲·伊澤姆，這些部隊有很強的決心抵抗希臘，因為他們已經後無退路。雷希特、鐵菲克及澤克茲·伊澤姆是高加索人，他們在故鄉高加索被俄國及亞美尼亞驅趕出來，來到愛琴海海岸附近定居。希臘軍首次與這些人爆發戰鬥。凱末爾命勞夫·奧爾貝協助阿里·錫天卡耶、雷希特、鐵菲克及澤克茲·伊澤姆。勞夫·奧爾貝也是高加索人，他設法聯繫這些抵抗團隊，讓他們切斷希臘軍的補給線。

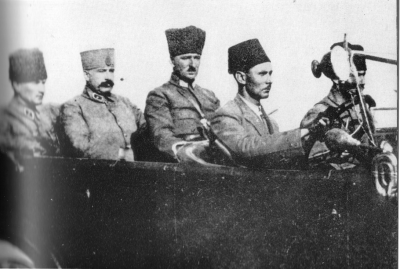
凱末爾在伊茲密爾。

由於意大利早前在安塔利亞登陸，協約國遂決定允許希臘在伊茲密爾登陸。為了應付意大利吞併有大量希臘人的小亞細亞地區，希臘總理韋尼澤洛斯取得協約國的准許，讓希臘軍隊在伊茲密爾登陸，宣稱是要保護人民免受騷動影響。土耳其人認為韋尼澤洛斯想吞併希臘人在土耳其的居住地，但韋尼澤洛斯指出，希臘軍隊在伊茲密爾的目的是保護當地居民：「希臘不是要向伊斯蘭開戰，而是反對過時的鄂圖曼政府，以及它腐敗、可恥及血腥的統治，我們要解放那些主要是希臘人居住的地區。」

#### 戰事
希臘軍隊在伊茲密爾登陸，在該地支持土耳其民族主義的武裝人士向他們開火，結果引來希臘軍的報復；希臘軍以此為藉口驅軍深入土耳其。凱末爾不能容忍希臘軍隊佔據伊茲密爾。雙方在爭奪伊茲密爾時犯下不少暴行，例如殺害無辜平民，甚至有兒童被害。最終土耳其人將希臘軍隊驅趕出伊茲密爾。

#### 決議
當時土耳其東部及南部的邊界已透過條約及協議確定，凱末爾在和談上具有發言權。民族主義者提出，希臘須無條件撤出色雷斯東部、印布洛斯島及忒涅多斯島，而色雷斯的里查河則作為邊界，重返1914年的狀況。
法國、意大利及英國邀請凱末爾到威尼斯商討停火。凱末爾要求在穆丹雅舉行會談。10月3日，停火會談在穆丹雅展開，最終簽署穆丹雅停戰協定。

### 南部的戰爭

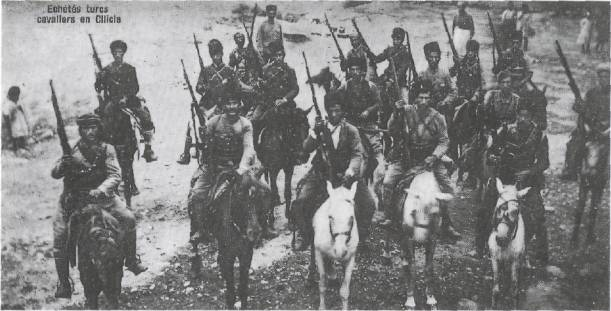
在楚庫柔瓦作戰的民族主義軍隊。

法國希望在敘利亞殖民，西利西亞在法國的壓力底下很容易會失守，因此緊守托魯斯山脈對凱末爾來說至關重要。法國的士兵遠道而來，他們利用亞美尼亞軍隊獲取情報。土耳其民族主義者則與當地的阿拉伯部落合力抗衡。凱末爾曾經說：「法國軍隊將會撤出。」凱末爾認為法國的軍事威脅僅次於希臘。他認為如果希臘的威脅擴大，法國也不會無動於衷，他的見解在後來得到了證實。
法國對於土耳其人的頑抗感到相當意外，法國責備英國未能遏止抵抗力量。希臘及英國軍隊在土耳其西部受挫後，法國利用亞美尼亞人在南部對抗土耳其人的策略亦告失敗。亞美尼亞藉法國軍團不能按計劃聯合當地的亞美尼亞人對抗民族主義軍隊。多數當地的亞美尼亞人只得跟隨法國軍隊遷移。法國要求凱末爾的土耳其政府賠償一百五十萬枚金幣，但被拒絕。

### 倫敦會議 （1921年3月）
為了挽回《色佛爾條約》，三國協約在倫敦舉行的會議上向土耳其民族主義者施加壓力，要他們同意一些條款。倫敦會議的雙方由於存在著尖銳的矛盾，結果兩個階段的和談都以失敗告終。會議上由三國協約提出的色佛爾條約修改方案與全國契約不相容。
倫敦會議讓三國協約得以修改他們的一些策略。在10月，會議各方都收到來自馬克·蘭伯特·布里斯托少將的一份報告。他組成了一個委員會分析當時的局勢，調查了協約軍佔領伊茲密爾及在當地爆發的流血衝突。委員會在報告裡指出，如果色佛爾條約裡的吞併都沒有被執行，希臘就不應該是唯一的吞併者。布里斯托少將也不知道如何向美國總統伍德羅·威爾遜解釋這裡的吞併，而伍德羅·威爾遜提出的十四點和平原則就提到「尊重民族自決」。布里斯托少將相信，土耳其人不會接受國土被吞併。
不過，倫敦會議及布里斯托少將的報告也未能改變英國首相大衛·勞合·喬治的立場。他支持希臘吞併愛琴海沿岸。

## 和平時期 （1922年3月-1923年10月）

土耳其士兵返途中。

倫敦會議是第一次各方參與的和談，以失敗告終。三國協約承諾會與土耳其革命者達成協議，和平時期就在這時開始。與三國協約的和談開始前，土耳其人透過與亞美尼亞民主共和國簽訂亞歷山德羅波爾條約解決東部的邊境紛爭，但亞美尼亞蘇維埃社會主義共和國的成立讓高加索地區的局勢產生變化，需要進一步的磋商。結果，卡爾斯條約的簽訂取代了1921年的莫斯科條約。該條約是土耳其及俄羅斯蘇維埃聯邦社會主義共和國雙方在卡爾斯簽訂，條約在1922年9月11日於埃里溫被正式認可。

### 穆丹雅停戰協定 （1922年10月）
1922年10月3日，位於馬爾馬拉海的旅遊勝地穆丹雅舉行停戰協定的和談。土耳其西部的軍事司令伊斯梅特·伊纳尼代表土耳其出席。這次會談與《穆德洛斯停戰協定》大不相同，英國和希臘在這一次處於被動一方，希臘則代表協約國進行會談。
英國依然希望大國民議會作出讓步。在初次講話裡，安卡拉政府要求兌現全國契約的舉動讓英國吃了一驚。在會議舉行期間，伊斯坦布爾的英軍嚴防土耳其人的襲擊。在土耳其人越過海峽之前，希臘軍隊已撤出色雷斯東部。伊斯梅特向英國所作的唯一讓步是承諾土耳其不會進犯達達尼爾海峽，讓英軍可以保有一個安全的港口。會談較預期的遠為冗長。最終英國同意安卡拉政府的提議。
穆丹雅停戰協定於10月11日被簽署。根據協定，希臘須撤到里查河以西，清空色雷斯東部。著名美國作家歐内斯特·海明威當時正在色雷斯，他掩護希臘人民撤出色雷斯東部。他寫了幾篇有關色雷斯及伊茲密爾的故事，記載在《在我們的時代裡》（In Our Time）裡。穆丹雅停戰協定在10月15日正式實施。協約國軍隊可在色雷斯東部駐紮一個月，以維持治安，安卡拉則承認英國控制伊斯坦布爾及海峽地區，直到簽訂最終的條約。
瑞菲特·貝爾被指派前往接收色雷斯東部，他是首位抵達君士坦丁堡的安卡拉代表。英國不允許他的一百名憲兵隨同，這衝突在翌日得到和解。

### 廢除蘇丹 （1922年11月）
第一次世界大戰後，英軍佔領伊斯坦布爾，剝奪了蘇丹的統治權。廢除蘇丹統治權的議案被提上大國民議會投票。11月1日，大國民議會投票決定廢除鄂圖曼蘇丹統治權。1922年11月17日，最後一任蘇丹乘坐英國戰船離開土耳其，前往馬爾他，這是鄂圖曼帝國最後一次出現在歷史舞台上。

### 洛桑會議 （1922年11月）
安卡拉政府拒絕承認鄂圖曼政府簽訂的色佛爾條約。1922年11月，協約國及土耳其安卡拉政府在瑞士洛桑舉行會議，商討以另一個條約來取代色佛爾條約。大國民議會以伊斯梅特·伊纳尼等人為代表。
會議長達十一週，土耳其同意開放達達尼爾海峽。法國代表卻因未能達到目的而拒絕談判，土耳其亦因此而拒絕簽署。

### 洛桑條約 （1923年7月）
1923年2月，洛桑會議一度因土耳其人抗議而被迫中斷。4月重新開始會談，7月24日，會議最終達成共識，簽訂《洛桑條約》。
條約承認土耳其共和國接替鄂圖曼帝國成為主權國。

### 共和國的成立 （1923年10月）
1923年10月29日，土耳其共和國宣佈成立，首都是安卡拉。凱末爾獲選為首任總統，組成新政府，他委任費夫齊·恰克馬克、卡辛·奧扎拉普及伊斯梅特·伊纳尼出任重要職位，協助他進行改革。

### 引用
1. ↑  The Place of the Turkish Independence War in the American Press (1918-1923) by Bülent Bilmez （页面存档备份，存于）: "...the occupation of western Turkey by the Greek armies under the control of the Allied Powers, the discord among them was evident and publicly known. As the Italians were against this occupation from the beginning, and started "secretly" helping the Kemalists, this conflict among the Allied Powers, and the Italian support for the Kemalists were reported regularly by the American press."
2. ↑   (PDF).   [2019-08-29]. （原始内容存档 (PDF)于2018-12-22）.
3. ↑  .   [2019-08-23]. （原始内容存档于2019-08-23）.
4. ↑  Ergün Aybars, Türkiye Cumhuriyeti tarihi I, Ege Üniversitesi Basımevi, 1984, pg 319-334 （土耳其語）
5. ↑  Turkish General Staff, Türk İstiklal Harbinde Batı Cephesi, Edition II, Part 2, Ankara 1999, p. 225
6. 1 2  Celâl Erikan, Rıdvan Akın: Kurtuluş Savaşı tarihi, Türkiye İş̧ Bankası Kültür Yayınları, 2008, ISBN 9944884472, page 339 （页面存档备份，存于）. （土耳其語）
7. ↑  Arnold J. Toynbee/Kenneth P Kirkwood, Turkey, Benn 1926, p. 92
8. ↑  History of the Campaign of Minor Asia, General Staff of Army, Directorate of Army History, Athens, 1967, p. 140: on 11 June (OC) 6,159 officers, 193,994 soldiers (=200,153 men)
9. ↑  A. A. Pallis: Greece's Anatolian Venture - and After （页面存档备份，存于）, Taylor & Francis, p. 56 (footnote 5).
10. ↑  "When Greek meets Turk; How the Conflict in Asia Minor Is Regarded on the Spot - King Constantine's View" （页面存档备份，存于）, T. Walter Williams, The New York Times, 10 September 1922.
11. ↑  Isaiah Friedman: British Miscalculations: The Rise of Muslim Nationalism, 1918-1925, Transaction Publishers, 2012, ISBN 1412847109, page 239
12. ↑  Charles à Court Repington: After the War, Simon Publications LLC, 2001, ISBN 1931313733, page 67
13. ↑  Anahide Ter Minassian: La république d'Arménie. 1918-1920 La mémoire du siècle., éditions complexe, Bruxelles 1989 ISBN 2-87027-280-4, pg 220
14. ↑  "British in Turkey May Be Increased" （页面存档备份，存于）, The New York Times, 19 June 1920.
15. ↑  Jowett, Philip. . Bloomsbury Publishing. 2015-07-20: 45  [2016-09-17]. ISBN 9781472806864 –Google Books.
16. 1 2  Kate Fleet, Suraiya Faroqhi, Reşat Kasaba: The Cambridge History of Turkey Volume 4 （页面存档备份，存于）, Cambridge University Press, 2008, ISBN 0-521-62096-1, p. 159.
17. 1 2  Sabahattin Selek: Millî mücadele - Cilt I (engl.: National Struggle - Edition I), Burçak yayınevi, 1963, page 109. （土耳其語）
18. ↑  Ahmet Özdemir, Savaş esirlerinin Milli mücadeledeki yeri （页面存档备份，存于）, Ankara University, Türk İnkılap Tarihi Enstitüsü Atatürk Yolu Dergisi, Edition 2, Number 6, 1990, pg 328-332
19. 1 2  Σειρά Μεγάλες Μάχες: Μικρασιατική Καταστροφή (Νο 8), συλλογική εργασία, έκδοση περιοδικού Στρατιωτική Ιστορία, Εκδόσεις Περισκόπιο, Αθήνα, Νοέμβριος 2002, σελίδα 64 （希臘語）
20. ↑  Στρατιωτική Ιστορία journal, Issue 203, December 2013, page 67
21. ↑  Ali Çimen, Göknur Göğebakan: Tarihi Değiştiren Savaşlar, Timaş Yayınevi, ISBN 9752634869, 2. Cilt, 2007, sayfa 321 （土耳其語）
22. ↑  Stephen Vertigans: Islamic Roots and Resurgence in Turkey: Understanding and Explaining the Muslim Resurgence, Greenwood Publishing Group, 2003, ISBN 0275980510, page 41 （页面存档备份，存于）.
23. ↑  Nicole Pope, Hugh Pope: Turkey Unveiled: A History of Modern Turkey, Overlook Press, 2000, ISBN 1585670960, page 58 （页面存档备份，存于）.
24. ↑  Stephen Joseph Stillwell, Anglo-Turkish relations in the interwar era, Edwin Mellen Press, 2003, ISBN 0773467769, page 46 （页面存档备份，存于）.
25. ↑  Richard Ernest Dupuy, Trevor Nevitt Dupuy, The Harper encyclopedia of military history: from 3500 BC to the present, ISBN 0062700561, HarperCollins, 1993, page 1087
26. ↑  Revue internationale d'histoire militaire - Issues 46-48, University of Michigan, 1980, page 227 （页面存档备份，存于）.
27. ↑  Robert W.D. Ball: Gun Digest Books, 2011, ISBN 1440215448, page 237 （页面存档备份，存于）
28. ↑  Pars Tuğlacı: Tarih boyunca Batı Ermenileri （页面存档备份，存于）, Pars Yayın, 2004, ISBN 975-7423-06-8, p. 794.
29. ↑  Christopher J. Walker, Armenia: The Survival of a Nation, Croom Helm, 1980,  p. 310.
30. ↑  Death by Government, Rudolph Rummel, 1994.
31. ↑  These are according to the figures provided by Alexander Miasnikyan, the President of the Council of People's Commissars of Soviet Armenia, in a telegram he sent to the Soviet Foreign Minister Georgy Chicherin in 1921. Miasnikyan's figures were broken down as follows: of the approximately 60,000 Armenians who were killed by the Turkish armies, 30,000 were men, 15,000 women, 5,000 children, and 10,000 young girls. Of the 38,000 who were wounded, 20,000 were men, 10,000 women, 5,000 young girls, and 3,000 children. Instances of mass rape, murder and violence were also reported against the Armenian populace of Kars and Alexandropol: see Vahakn N. Dadrian. (2003). The History of the Armenian Genocide: Ethnic Conflict from the Balkans to Anatolia to the Caucasus. New York: Berghahn Books, pp. 360–361 （页面存档备份，存于）. ISBN 1-57181-666-6.
32. ↑  Armenia : The Survival of a Nation, Christopher Walker, 1980.
33. ↑  Rummel, R.J. . University of Hawai'i.   [2017-01-06]. （原始内容存档于2019-05-01）.
34. ↑  Özdalga, Elizabeth. .
35. ↑  Várdy, Béla. . 2003  [2019-01-06]. ISBN 9780880339957.
36. ↑  Toynbee, Arnold. .
37. ↑  Loder Park, U.S. Vice-Consul James. .
38. ↑  HG, Howell. .
39. ↑  . 大英百科全書. 2007  [2008-11-25]. （原始内容存档于2008-06-25）.
40. ↑  . Microsoft® Encarta® 線上百科全書2007. 2007  [2008-11-25]. （原始内容存档于2008-05-15）.
41. ↑  . History.com 歷史百科全書. 2007  [2008-11-25]. （原始内容存档于2007-10-24）.
42. ↑  Andrew Mango（2002） "Atatürk – The Biography of the Founder of Modern Turkey" chap. 10 Figures on a ruined landscape pages 157-185 ISBN 1-58567-334-X
43. ↑  Edward·J.Erickson（2000） "Ordered To Die" Chap 1 ISBN 0-313-31516-7
44. 1 2  Andrew Mango（2002） "Atatürk – The Biography of the Founder of Modern Turkey" Chap 10
45. ↑  Lord Kinross（1965） "Atatürk：The Rebirth of a Nation" chap. 20
46. 1 2  Andrew Mango "Atatürk – The Biography of the Founder of Modern Turkey" pg.204
47. ↑  Vamik Volkan and Norman Itzkowitz（1986） "Immortal Ataturk：A Psychobiography" chap. 9 ISBN 0-226-86389-1
48. ↑  Andrew Mango（2002） "Atatürk – The Biography of the Founder of Modern Turkey" Chap 10。曼哥認為鐵菲克·魯斯圖就是凱末爾的其中一位朋友
49. ↑  考夫曼, 韋爾; 麥菲臣; 海蒂·史歷迪戴. . ABC-CLIO. 2007: 696. ISBN 1851094318.
50. ↑  亨利·邱吉爾·京治、查理斯·理查·克倫的《土耳其聯合協約國託管指令美國部分的報告》裡有記載這些內容
51. ↑  Edward·J.Erickson "Ordered To Die" Chap 8
52. ↑  Richard G. Hovannisian（1967） "Armenia on the Road to Independence" ISBN 0-520-00574-0
53. ↑  帕斯達馬真, 加堅. . Hairenik Publishing Company. 1918: 45  [2008-11-27]. （原始内容存档于2019-12-03）. 第40頁：8月5日，2800名英軍在巴庫登陸幫助阿美尼亞人，該小股英軍大大鼓舞了疲憊的守軍
54. 1 2 3  . 高加索之結百科全書. 2007  [2008-11-27]. （原始内容存档于2008-10-22）.
55. ↑  Andrew Mango（1999） "Atatürk – The Biography of the Founder of Modern Turkey" Chap 10
56. ↑  Michael Llewellyn Smith（1973） "Ionian Vision: Greece in Asia Minor 1919–1922" ISBN 0-472-08569-7
57. ↑  Lord Kinross（1965） "Atatürk：The Rebirth of a Nation" Chap 19：「當時的鄂圖曼帝國將軍司令是費夫齊帕夏，他是阿土塔克的老朋友，他暫時離任，由阿土塔克的另一位老朋友卡茲姆帕夏代理」
58. ↑  Lord Kinross（1965） "Atatürk：The Rebirth of a Nation" Chap 19
59. ↑  Lord Kinross（1965） "Atatürk：The Rebirth of a Nation" Chap 16
60. 1 2  .   [2008-12-16]. （原始内容存档于2008-01-09）.
61. ↑  George F. Nafziger "Islam at War: A History" p. 132 ISBN 0313361444
62. ↑  Stanford J. Shaw and Ezel Kural Shaw（1977）"History of the Ottoman Empire and Modern Turkey" Page 344 Cambridge University Press ISBN 0-521-29166-6
63. ↑  H.Kapur（1966） "Soviet Russia and Asia" Michael Joseph London
64. ↑  「英國首相表示並非向伊斯蘭開戰」 《蘇格蘭人》1920年6月29日 第5頁
65. ↑  （俄文） 卡爾斯條約全文 （页面存档备份，存于）
66. ↑  .   [2008-12-29]. （原始内容存档于2001-01-27）.
67. ↑  Kinross, Rebirth of a Nation, p. 348